# Agrypnus argillaceus
Agrypnus argillaceus — вид жесткокрылых из семейства жуков-щелкунов.

## Распространение
Распространён на востоке Китая (включая Тайвань) и на полуострове Кореи. На территории России распространён на юге Сахалинской области и в южной части Приморского края.

## Описание
Щелкун длиной 12-17 миллиметров. Тело окрашено в коричнево-чёрный цвет. Надкрылья коричневые или красные. Тело равномерно покрыто чешуйками; на переднеспинке серые и красноватые, на остальной поверхности серые. Боковая каёмка переднеспинки зазубренная.

## Экология
Проволочники развиваются под корой гнилых дубов (Quercus).